# Stchastlivy vmeste
Stchastlivy vmeste (en russe : Счастливы вместе) est une série télévisée russe, créée par Gueorgui Dronov et diffusée du 8 mars 2006 au 2 janvier 2013 sur TNT.

## Fiche technique
- Titre original : Счастливы вместе
- Réalisation : Gueorgui Dronov
- Scénario : Stanislav Berestovoï
- Musique : Nikolaï Rostov, Ivan Loubennikov
- Pays d'origine : Russie
- Format : Couleurs - 35 mm - Mono
- Genre : comédie
- Durée : 6 saisons
- Date de sortie : 2006

## Distribution (dans l’ordre du générique)
- Viktor Loguinov : Gena Boukine
- Natalia Botchkariova : Dacha Boukina
- Daria Sagalova : Sveta Boukina
- Alexandre Yakine : Roma Boukine
- Ioulia Zakharova : Elena Stepanova/Poleno
- Alexei Sekirine : Jenia Stepanov
- Pavel Savinkov : Tolik Poleno